# Orgasmatron
Orgasmatron – ósmy album studyjny brytyjskiej heavymetalowej grupy Motörhead, wydany 9 sierpnia 1986 roku nakładem wytwórni muzycznej GWR. Został nagrany w 1986 roku w Master Rock Studios w Londynie.

## Lista utworów
Opracowano na podstawie materiału źródłowego.
| Nr | Tytuł utworu             | Autorzy                           | Długość |
| -- | ------------------------ | --------------------------------- | ------- |
| 1. | „Deaf Forever”           | Würzel, Campbell, Gill, Kilmister | 04:25   |
| 2. | „Nothing Up My Sleeve”   | Würzel, Campbell, Gill, Kilmister | 03:11   |
| 3. | „Ain’t My Crime”         | Würzel, Campbell, Gill, Kilmister | 03:42   |
| 4. | „Claw”                   | Würzel, Campbell, Gill, Kilmister | 03:31   |
| 5. | „Mean Machine”           | Würzel, Campbell, Gill, Kilmister | 02:57   |
| 6. | „Built for Speed”        | Würzel, Campbell, Gill, Kilmister | 04:56   |
| 7. | „Ridin' with the Driver” | Würzel, Campbell, Gill, Kilmister | 03:47   |
| 8. | „Doctor Rock”            | Würzel, Campbell, Gill, Kilmister | 03:37   |
| 9. | „Orgasmatron”            | Würzel, Campbell, Gill, Kilmister | 05:27   |
|    |                          |                                   | 35:33   |

| Edycja rozszerzona | Edycja rozszerzona       | Edycja rozszerzona |
| Nr                 | Tytuł utworu             | Długość            |
| ------------------ | ------------------------ | ------------------ |
| 1.                 | „Deaf Forever”           | 04:25              |
| 2.                 | „Nothing Up My Sleeve”   | 03:11              |
| 3.                 | „Ain’t My Crime”         | 03:42              |
| 4.                 | „Claw”                   | 03:31              |
| 5.                 | „Mean Machine”           | 02:57              |
| 6.                 | „Built for Speed”        | 04:56              |
| 7.                 | „Ridin' with the Driver” | 03:47              |
| 8.                 | „Doctor Rock”            | 03:37              |
| 9.                 | „Orgasmatron”            | 05:27              |
| 10.                | „On The Road”            | 04:59              |
| 11.                | „Steal Your Face”        | 04:15              |
| 12.                | „Claw”                   | 03:31              |
|                    |                          | 48:18              |

| Bonus CD 2 – The Kerrang! Wooargh Weekender (Live From Caister, Great Yarmouth 13.10.84.) | Bonus CD 2 – The Kerrang! Wooargh Weekender (Live From Caister, Great Yarmouth 13.10.84.) | Bonus CD 2 – The Kerrang! Wooargh Weekender (Live From Caister, Great Yarmouth 13.10.84.) |
| Nr                                                                                        | Tytuł utworu                                                                              | Długość                                                                                   |
| ----------------------------------------------------------------------------------------- | ----------------------------------------------------------------------------------------- | ----------------------------------------------------------------------------------------- |
| 1.                                                                                        | „Stay Clean”                                                                              |                                                                                           |
| 2.                                                                                        | „Heart of Stone”                                                                          |                                                                                           |
| 3.                                                                                        | „Nothing Up My Sleeve”                                                                    |                                                                                           |
| 4.                                                                                        | „Metropolis”                                                                              |                                                                                           |
| 5.                                                                                        | „Killed by Death”                                                                         |                                                                                           |
| 6.                                                                                        | „Ace of Spades”                                                                           |                                                                                           |
| 7.                                                                                        | „Steal Your Face”                                                                         |                                                                                           |
| 8.                                                                                        | „(We Are) The Road Crew”                                                                  |                                                                                           |
| 9.                                                                                        | „Motörhead”                                                                               |                                                                                           |
| 10.                                                                                       | „Bomber”                                                                                  |                                                                                           |
| 11.                                                                                       | „Overkill”                                                                                |                                                                                           |

## Twórcy
Opracowano na podstawie materiału źródłowego.
| Zespół Motörhead w składzie - Lemmy Kilmister – gitara basowa, wokal - Phil Campbell – gitara - Würzel – gitara - Pete Gill – perkusja |  | Inni - Joe Petagno – okładka, oprawa graficzna - Jason Corsaro – inżynieria dźwięku, produkcja muzyczna - Bill Laswell – produkcja muzyczna |

## Listy sprzedaży
| Lista           | Kraj              | Pozycja |
| --------------- | ----------------- | ------- |
| UK Albums Chart | Wielka Brytania   | 21      |
| Billboard 200   | Stany Zjednoczone | 157     |
| MegaCharts      | Holandia          | 69      |